# Chloroparda palliplagiata
Chloroparda palliplagiata är en fjärilsart som beskrevs av Walker 1863. Chloroparda palliplagiata ingår i släktet Chloroparda och familjen mätare. Inga underarter finns listade i Catalogue of Life.